# L'Éternité et Un Jour
Ne doit pas être confondu avec L'Éternité plus un jour.
Pour plus de détails, voir Fiche technique et Distribution.
L'Éternité et Un Jour (Μια αιωνιότητα και μια μέρα (Mia éoniotita kai mia méra)) est un film franco-gréco-germano-italien de Theo Angelópoulos sorti en 1998. Il a obtenu la Palme d'or du 51e Festival de Cannes, à l'unanimité du jury présidé par Martin Scorsese.

## Synopsis
Alors qu’il sent sa vie se finir (il doit être hospitalisé et il ne lui reste que quelques jours à vivre), Alexandre, un écrivain célèbre, se remémore son passé. Il rencontre par hasard un enfant laveur de pare-brise (un Albanais d'origine grecque) et décide de le raccompagner à la frontière. De cette rencontre naît un étrange road-movie, rempli de flash-backs et d’images oniriques.

## Fiche technique
- Titre original grec : Mia éoniotita kai mia méra, Μια αιωνιότητα και μια μέρα
- Titre français : L'Éternité et Un Jour
- Réalisation : Theo Angelopoulos
- Scénario : Theo Angelopoulos et Tonino Guerra, Pétros Márkaris, Giorgio Silvagni
- Production : Eric Heumann et Giorgio Silvagni pour Paradis Films, Intermedias, La Sept Cinéma
- Photographie : Yórgos Arvanítis, Andréas Sinani
- Musique : Eléni Karaïndrou
- Format : couleurs - 1,66:1 - Son Dolby
- Langues : français, italien, allemand, grec
- Genre : drame
- Durée : 130 minutes
- Sortie : 1998

## Distribution
- Bruno Ganz (VF : Vincent Grass) : Alexandre
- Isabelle Renauld : Anna
- Fabrizio Bentivoglio : le poète
- Despina Bebedelli : la mère d'Alexandre
- Achileas Skevis : l'enfant
- Alexandra Ladikou (el) : la mère d'Anna
- Hélène Gerasimidou : Urania
- Iris Chatziantoniou : la fille d'Alexandre
- Nikos Kouros (el) : l'oncle d'Anna
- Alekos Oudinotis : le père d'Anna
- Nikos Kolovos : le docteur

## Genèse du film

### La mort au départ
L’idée de L’Éternité et Un Jour remonte au décès de deux personnes importantes dans la vie de Theo Angelopoulos, selon l’aveu-même du réalisateur : celle de Mikes Karapiperis, le chef décorateur des premiers films du cinéaste, et celle de l’acteur italien Gian Maria Volonté, mort en 1994 sur le tournage du Regard d'Ulysse. De ces deux disparitions découle l’envie de savoir ce que ces personnes auraient fait si elles avaient eu un jour de plus à vivre.

### Fin d'une trilogie
L’Éternité et Un Jour clôt une trilogie commencée avec Le Pas suspendu de la cigogne (1991) et suivie par Le Regard d'Ulysse (1995). Trois films qui évoquent chacun à sa façon, « la notion de limite ou de frontière dans la communication entre les êtres, dans l’amour, dans le passage de la vie à la mort » comme l’explique Theo Angelopoulos.

## Réception du film
Récompensé en 1998 par la Palme d'or du 51e Festival de Cannes, ce film consacre la carrière de Theo Angelopoulos, qui avait déjà reçu de nombreux prix à Cannes, mais jamais encore la récompense suprême. Le choix unanime du jury semble justifié par le fait que L’Éternité et Un Jour  est sans doute le film le plus accessible d'Angelopoulos, entre autres réalisateur du Pas suspendu de la cigogne, de L'Apiculteur, et du Regard d'Ulysse qui avait reçu le Grand Prix en 1995. On retrouve néanmoins dans ce film l’univers sophistiqué du réalisateur grec où, plus que de simples histoires à intrigues, il y a des images poétiques, mettant en scène les hommes aux prises avec leur environnement. De ces images, L’Éternité et Un Jour n’est pas dépourvu, bien au contraire, comme le démontre cette scène prise sur la frontière gréco-albanaise où des réfugiés s’accrochent aux barbelés comme les notes sur une partition (et où l'on ne peut manquer de voir une référence forte à la Caverne de Platon).
Au total ce film depuis sa sortie en 1998 a enregistré 444 032 entrées en Europe, réalisées principalement en France (169 575), Allemagne (60 076), Italie (42 963) et Espagne (38 364), les chiffres de la Grèce n'étant pas connus. C'est de tous les films d'Angelopoulos celui qui a connu le plus grand succès en salles.